# PTT Spor Kulübü
PTT Spor Kulübü est un club turc de volley-ball fondé en 2010 et basé à Ankara, évoluant pour la saison 2020-2021 en Misli.com Sultanlar Ligi.

## Effectifs

### Saison 2020-2021
| No                                                                            | Nom                                                                           | Date de naissance                                                             | Taille                         | Poids                          | Poste                          |
| ----------------------------------------------------------------------------- | ----------------------------------------------------------------------------- | ----------------------------------------------------------------------------- | ------------------------------ | ------------------------------ | ------------------------------ |
| 1                                                                             | Simay Kurt                                                                    | 29 juillet 2000                                                               | 173                            | 68                             | Libero                         |
| 2                                                                             | Aslı Koçoğlu                                                                  | 2 octobre 2000                                                                | 185                            | 71                             | Passeuse                       |
| 4                                                                             | Ece Morova                                                                    | 27 janvier 1998                                                               | 178                            |                                | Passeuse                       |
| 5                                                                             | Yağmur Mislina Kılıç                                                          | 30 mars 1996                                                                  | 190                            | 70                             | Réceptionneuse-attaquante      |
| 7                                                                             | Ceyda Aktaş                                                                   | 18 août 1994                                                                  | 189                            | 77                             | Réceptionneuse-attaquante      |
| 8                                                                             | Semra Özer                                                                    | 19 janvier 1994                                                               | 185                            |                                | Attaquante                     |
| 10                                                                            | Merve Tanyel                                                                  | 6 février 1996                                                                | 177                            | 64                             | Réceptionneuse-attaquante      |
| 11                                                                            | Hristina Ruseva                                                               | 1er octobre 1991                                                              | 190                            | 77                             | Centrale                       |
| 14                                                                            | Emiliya Dimitrova                                                             | 26 décembre 1991                                                              | 185                            | 59                             | Attaquante                     |
| 15                                                                            | Bahar Akbay                                                                   | 21 janvier 1998                                                               | 196                            |                                | Centrale                       |
| 17                                                                            | Cansu Aydınoğulları                                                           | 18 février 1992                                                               | 183                            | 72                             | Passeuse                       |
| 19                                                                            | Su Zent                                                                       | 25 mars 1996                                                                  | 184                            | 70                             | Centrale                       |
| 20                                                                            | Lisvel Elisa Eve                                                              | 10 septembre 1991                                                             | 194                            | 70                             | Réceptionneuse-attaquante      |
|                                                                               |                                                                               |                                                                               |                                |                                |                                |
| Encadrement technique                                                         | Encadrement technique                                                         |                                                                               | Légende                        | Légende                        | Légende                        |
| Entraîneur : Mehmet Bedestenlioğlu                                            | Entraîneur : Mehmet Bedestenlioğlu                                            | Entraîneur : Mehmet Bedestenlioğlu                                            | : Capitaine                    | : Capitaine                    | : Capitaine                    |
| Entraîneur(s) adjoint(s) : Berk Çanakcı Entraîneur(s) adjoint(s) : Tolga Ateş | Entraîneur(s) adjoint(s) : Berk Çanakcı Entraîneur(s) adjoint(s) : Tolga Ateş | Entraîneur(s) adjoint(s) : Berk Çanakcı Entraîneur(s) adjoint(s) : Tolga Ateş | : Joueuse blessée actuellement | : Joueuse blessée actuellement | : Joueuse blessée actuellement |